# Kawasaki (Kanagawa)
Pour les articles homonymes, voir Kawasaki.
Kawasaki (川崎市, Kawasaki-shi) est une ville de la préfecture de Kanagawa, au Japon. Bien qu'elle soit la 8e ville du Japon par sa population, Kawasaki est souvent perçue comme manquant d'identité, car elle est englobée dans l'agglomération de Tokyo-Yokohama.

## Géographie

### Situation
Kawasaki se situe à l'embouchure du fleuve Tama. Elle est prise en sandwich entre les deux plus grandes villes du Japon, Tokyo et Yokohama, et relie ces deux villes pour former la plus grande agglomération urbaine du monde. La partie est, le long de la baie de Tokyo, est fortement industrialisée, alors qu'à l'ouest se trouvent des quartiers résidentiels de banlieue, souvent récemment développés pour les pendulaires de Tokyo.

### Municipalités limitrophes
| Tama, Inagi | Chōfu, Komae | Setagaya (Tokyo) |
| Machida     | Kawasaki     | Ōta (Tokyo)      |
| Yokohama    | Yokohama     | Baie de Tokyo    |

### Arrondissements
La ville de Kawasaki est divisée en sept arrondissements :
| Arrondissements : - Asao - Kawasaki - Miyamae - Nakahara - Saiwai - Takatsu - Tama | Asao Kawasaki Miyamae Nakahara Saiwai Takatsu Tama |

### Démographie
En mars 2024, la population de la ville de Kawasaki était de 1 545 048 habitants répartis sur une superficie de 142,96 km2.

### Climat
Kawasaki a un climat subtropical humide caractérisé par des étés chauds et humides, et des hivers frais avec peu ou pas de chutes de neige. La température moyenne annuelle est de 15,4 °C. La pluviométrie annuelle moyenne est de 1 508 mm, octobre étant le mois le plus humide.

## Histoire

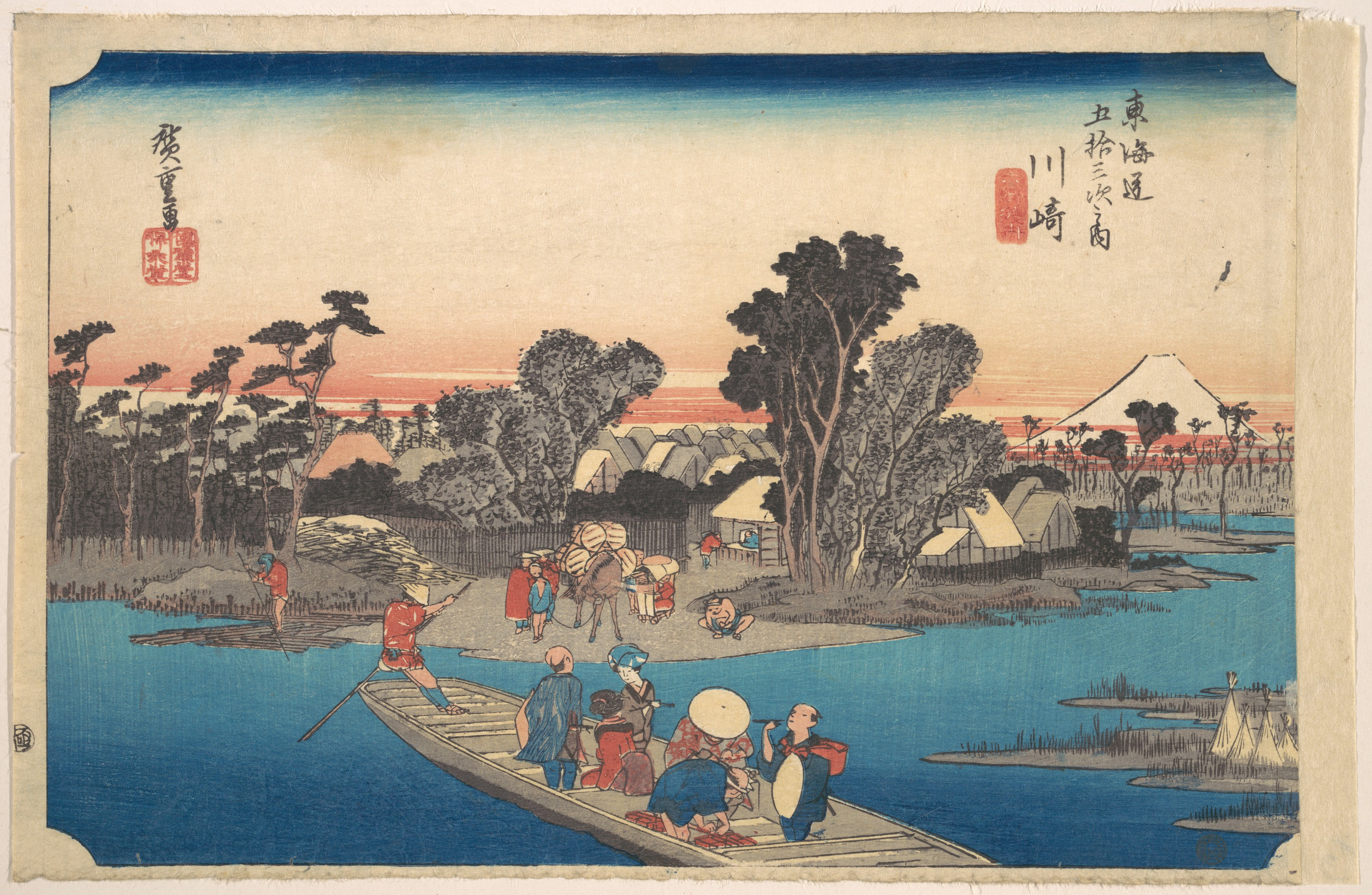
Bateau traversant la rivière Rokugo (Hiroshige)

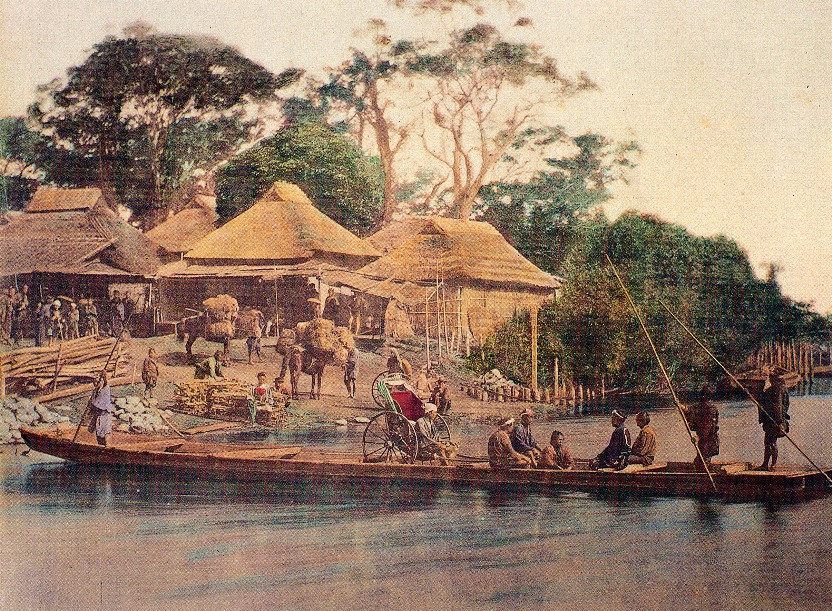
Rokugō no Watashi dans les années 1860 photographié par Felice Beato

Kawasaki s'est développée au XVIIe siècle en tant que station sur le Tōkaidō (station de Kawasaki-juku).
L'urbanisation rapide de la région, qui se poursuit encore aujourd'hui, a commencé sous les ères Meiji et Taishō. En 1872, la gare de Kawasaki fait partie de la première ligne ferroviaire du Japon qui relie Tokyo à Yokohama, ce qui contribue au développement de la zone.
En 1889, le bourg moderne de Kawasaki est créé. Le 1er juillet 1924, Kawasaki obtient le statut de ville, puis de ville désignée le 1er avril 1972. La population de la ville atteint le million d'habitants en 1973.

## Culture locale et patrimoine

### Patrimoine religieux
- Kawasaki Daishi

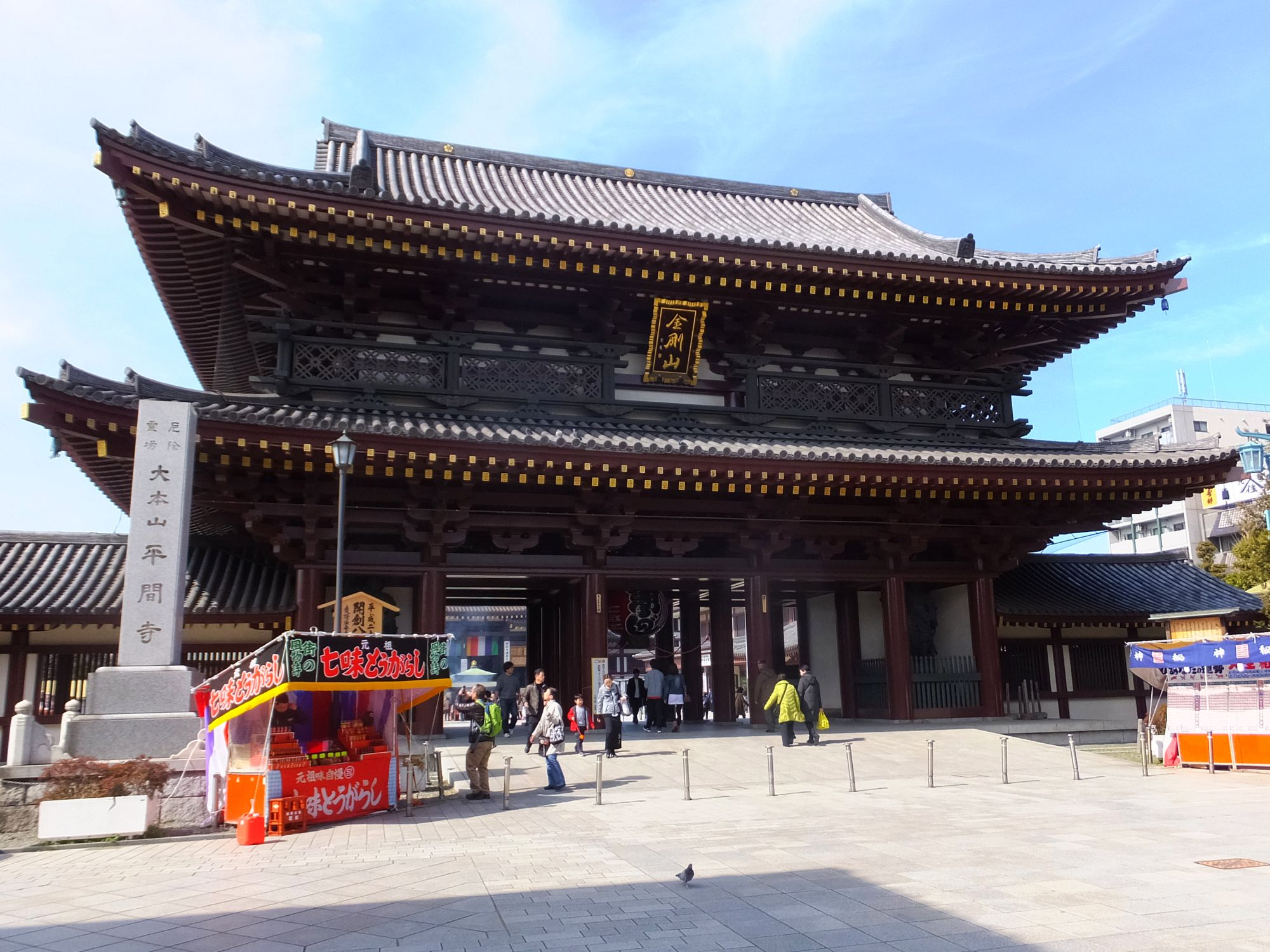
Temple Kawasaki Daishi

- Kanamara Matsuri, le festival de la fécondité qui se déroule début avril

### Musées
- Musée d'Art Taro Okamoto
- Nihon Minka-en
- Musée Fujiko F. Fujio offre une immersion ludique et émotive dans l’univers de Doraemon, entre expositions, jardin thématique et café inspiré du célèbre manga[3].

## Sports

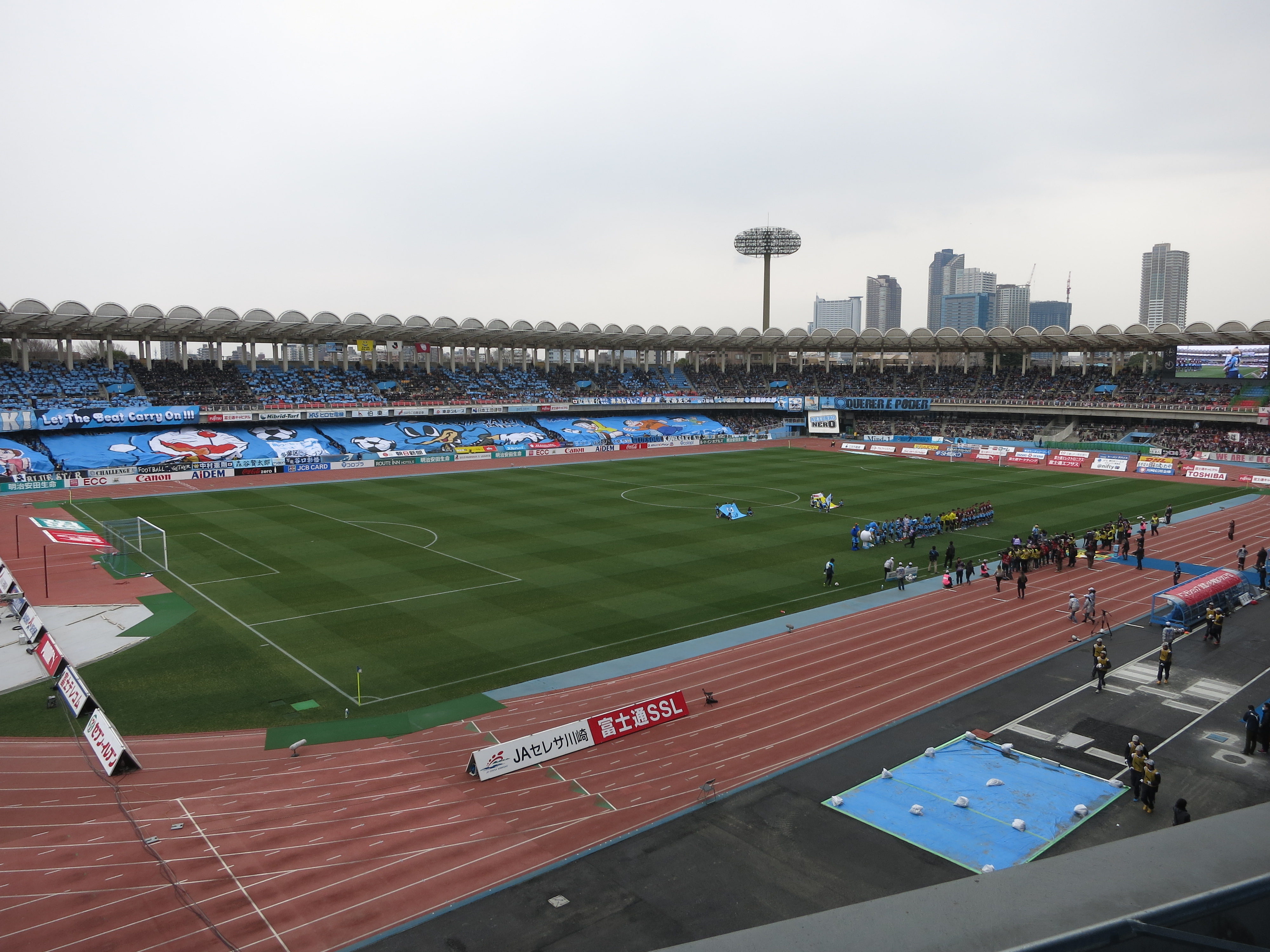
Stade d'athlétisme de Todoroki

La ville compte un club de football évoluant en première division du championnat du Japon : le Kawasaki Frontale. Le club joue ses matchs au stade d'athlétisme de Todoroki.

## Transports

### Routier

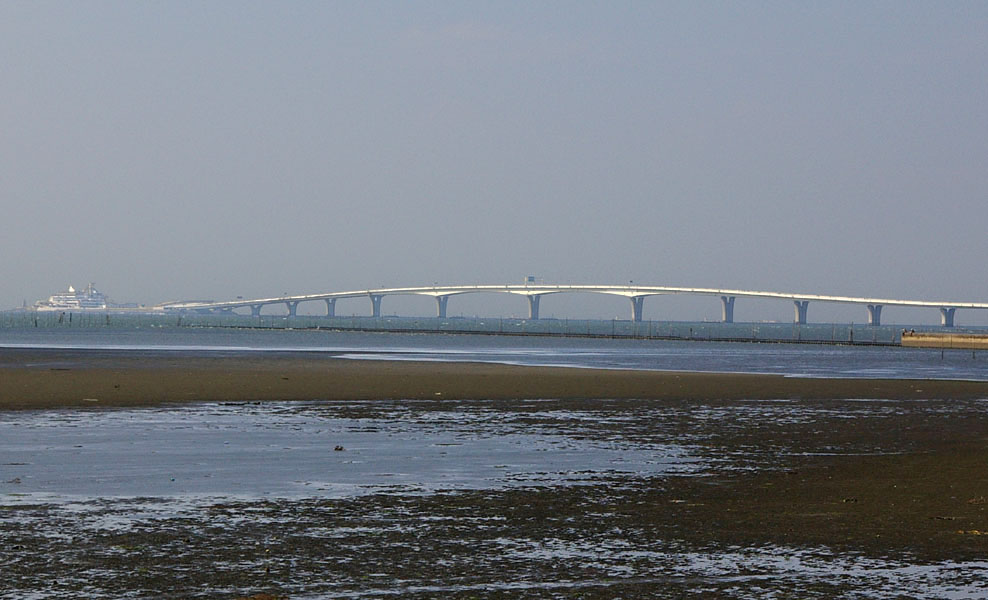
Pont de la Tokyo Wan Aqua-Line

Depuis le 18 décembre 1997, la Tokyo Wan Aqua-Line (東京湾アクアライン, Tōkyō-wan-akuarain) relie Kawasaki à Kisarazu dans la préfecture de Chiba à travers la baie de Tokyo. Cette route consiste en 1/3 de pont et 2/3 de tunnel.

### Ferroviaire
Kawasaki est desservie par de nombreuses lignes ferroviaires :
- JR East :
  - ligne Keihin-Tōhoku,
  - ligne Nambu,
  - ligne principale Tōkaidō,
  - ligne Tsurumi,
  - ligne Yokosuka,
- Odakyū : 
  - ligne Odawara,
  - ligne Tama,
- Keiō :
  - ligne Sagamihara,
- Keikyū :
  - ligne principale Keikyū,
  - ligne Daishi,
- Tōkyū : 
  - ligne Den-en-toshi,
  - ligne Meguro,
  - ligne Ōimachi,
  - ligne Tōyoko.

Les principales gares de la ville sont Kawasaki, Keikyū Kawasaki et Musashi-Kosugi.
Un projet de métro était à l'étude.

## Jumelages et partenariats
- Rijeka (Croatie) depuis 1977
- Baltimore (États-Unis) depuis 1979
- Shenyang (Chine) depuis 1981
- Wollongong (Australie) depuis 1988
- Sheffield (Royaume-Uni) depuis 1990
- Salzbourg (Autriche) depuis 1992
- Lübeck (Allemagne) depuis 1992
- Bucheon (Corée du Sud) depuis 1996